# Canton d'Hayange
Le canton d'Hayange est une circonscription électorale française située dans le département de la Moselle et la région Grand Est.

## Géographie
Ce canton est organisé autour d'Hayange dans l'arrondissement de Thionville. Son altitude varie de 154 m (Gandrange) à 360 m (Vitry-sur-Orne).

## Histoire
Le canton était situé dans l'arrondissement de Thionville-Ouest jusqu'au 31 décembre 2014.
À la suite du redécoupage cantonal de 2014, les limites territoriales du canton sont remaniées. Le nombre de communes du canton passe de 3 à 9.

## Représentation

### Conseillers généraux de 1919 à 2015
| Période                                  | Période          | Identité            | Étiquette           | Qualité                                                                                           |
| ---------------------------------------- | ---------------- | ------------------- | ------------------- | ------------------------------------------------------------------------------------------------- |
| 1919                                     | 1921 (décès)     | Sylvain Lacour      |                     | Rentier à Hayange                                                                                 |
| 1922                                     | 1936 (démission) | Guy de Wendel       | UR                  | Maître de forges Député (1919-1927) Sénateur (1927-1941) Président du Conseil général (1924-1936) |
| 1937                                     | 1940             | Émile Béron         | Soc.ind. ex-PC-SFIC | Tourneur sur métaux Député (1928-1942)                                                            |
|                                          |                  |                     |                     |                                                                                                   |
| 1945                                     | 1949             | François Rubeck     | PCF puis DVG        | Maire de Mondelange                                                                               |
| 1949                                     | 1961             | Gabriel Wahrheit    | RPF-DVD             | Maire de Florange (1945-1965)                                                                     |
| 1961                                     | 1967             | Jean Engler         | UNR                 | Maire d'Hayange (1946-1965)                                                                       |
| 1967                                     | 1982             | Victor Madelaine    | PSU puis PS         | Contremaître Maire de Nilvange (1965-2001) Elu dans le Canton d'Algrange en 1982                  |
| 1982                                     | 1988             | Yves Jambel         | PS                  | Ouvrier spécialisé Maire d'Hayange (1977-1987)                                                    |
| 1988                                     | 1994             | Alphonse Bourgasser | DVD                 | Retraité de l'Education Nationale Député (1993-1997) Maire d'Hayange (1987-1995)                  |
| 1994                                     | 2001             | Gisèle Printz       | PS                  | Sténodactylo Sénatrice (1996-2014) Maire-adjoint de Serémange-Erzange                             |
| 2001                                     | 2015             | Philippe David      | PS                  | Professeur agrégé de génie mécanique, maire d'Hayange (1997-2014)                                 |
| Les données manquantes sont à compléter. |                  |                     |                     |                                                                                                   |

### Conseillers d'arrondissement (de 1919 à 1940)
Le canton d'Hayange avait quatre, puis deux conseillers d'arrondissement.
| Période                                  | Période      | Identité           | Étiquette | Qualité |
| ---------------------------------------- | ------------ | ------------------ | --------- | --- |
|                                          |              |                    |           | |
| 1919                                     |              | Eugène Mercier     | URL       | Maire de Knutange                                                                                           |
| 1919                                     | 1934         | Eugène Wonner      | URL       | Propriétaire, maire de Florange                                                                             |
| 1919                                     | 1934         | Jean Bidinger      | URL       | Propriétaire et commerçant à Hayange                                                                        |
| 1919                                     | 1927 (décès) | Henri Grosse       |           | Propriétaire, maire d'Erzange                                                                               |
| 1927                                     | 1928         | Louis Kopp         | URL       | Maire d'Algrange                                                                                            |
| 1928                                     | 1934         | Hippolyte Cailloux |           | Employé à Algrange                                                                                          |
| 1934                                     | 1940         | Nicolas Scharff    |           | Maire de Serémange-Erzange                                                                                  |
| 1934                                     | 1940         | François Meunier   |           | Maire d'Uckange                                                                                             |
| 1940                                     |              |                    |           | Les conseils d'arrondissement ont été suspendus par la loi du 12 octobre 1940 et n'ont jamais été réactivés |
| Les données manquantes sont à compléter. |              |                    |           | |

### Représentation après 2015
| Période élective | Période élective | Mandat | Mandat   | Identité                | Nuance | Nuance | Qualité |
| ---------------- | ---------------- | ------ | -------- | ----------------------- | ------ | ------ | --- |
| 2015             | 2021             | 2015   | 2021     | Nathalie Ambrosin-Chini |        | PS     | Fonctionnaire Ancienne conseillère municipale d'Hayange                                                         |
| 2015             | 2021             | 2015   | 2021     | Luc Corradi             |        | DVG    | Retraité Maire de Vitry-sur-Orne depuis 1977 Ancien conseiller général du Canton de Moyeuvre-Grande (1994-2015) |
| 2021             | 2028             | 2021   | en cours | Nathalie Ambrosin-Chini |        | PS     | Conseillère sortante                                                                                            |
| 2021             | 2028             | 2021   | en cours | Luc Corradi             |        | DVG    | Conseiller sortant                                                                                              |

### Résultats détaillés

#### Élections de mars 2015
À l'issue du 1er tour des élections départementales de 2015, deux binômes sont en ballottage : Fabien Engelmann et Marie-Christine Houdin (FN, 39,39 %) et Nathalie Ambrosin-Chini et Luc Corradi (PS, 27,06 %). Le taux de participation est de 39,16 % (12 112 votants sur 30 928 inscrits) contre 44,87 % au niveau départemental et 50,17 % au niveau national.
Au second tour, Nathalie Ambrosin-Chini et Luc Corradi (PS) sont élus avec 54,7 % des suffrages exprimés et un taux de participation de 40,74 % (6 460 voix pour 12 598 votants et 30 925 inscrits).

#### Élections de juin 2021
Le premier tour des élections départementales de 2021 est marqué par un très faible taux de participation (33,26 % au niveau national). Dans le canton d'Hayange, ce taux de participation est de 22,57 % (6 828 votants sur 30 250 inscrits) contre 26,75 % au niveau départemental. À l'issue de ce premier tour, deux binômes sont en ballottage : Murielle Deiss et Mickael Lurguie (RN, 40,89 %) et Nathalie Ambrosin-Chini et Luc Corradi (DVG, 23,08 %).
Le second tour des élections est marqué une nouvelle fois par une abstention massive équivalente au premier tour. Les taux de participation sont de 34,36 % au niveau national, 27,16 % dans le département et 23,36 % dans le canton d'Hayange. Nathalie Ambrosin-Chini et Luc Corradi (DVG) sont élus avec 50,46 % des suffrages exprimés (3 376 voix pour 7 066 votants et 30 254 inscrits),,.

## Composition

### Composition avant 2015

Situation du canton de Hayange dans l'Arrondissement de Thionville-Ouest avant 2015.

Le canton d'Hayange regroupait 3 communes.
| Nom                 | Code Insee | Codepostal | Superficie (km2) | Population (dernière pop. légale) | Densité (hab./km2) |
| ------------------- | ---------- | ---------- | ---------------- | --------------------------------- | ------------------ |
| Hayange (chef-lieu) | 57306      | 57700      | 12,21            | 15 754 (2012)                     | 1 290              |
| Ranguevaux          | 57562      | 57700      | 10,17            | 781 (2012)                        | 77                 |
| Serémange-Erzange   | 57647      | 57290      | 3,75             | 4 244 (2012)                      | 1 132              |

### Composition depuis 2015
Le canton d'Hayange comprend désormais neuf communes entières.
| Nom                             | Code Insee | Intercommunalité        | Superficie (km2) | Population (dernière pop. légale) | Densité (hab./km2) | Modifier                                    |
| ------------------------------- | ---------- | ----------------------- | ---------------- | --------------------------------- | ------------------ | ------------------------------------------- |
| Hayange (bureau centralisateur) | 57306      | CA du Val de Fensch     | 12,21            | 16 013 (2022)                     | 1 311              | modifier les données · modifier les données |
| Clouange                        | 57143      | CC du Pays Orne-Moselle | 3,01             | 3 591 (2022)                      | 1 193              | modifier les données · modifier les données |
| Gandrange                       | 57242      | CC Rives de Moselle     | 4,08             | 3 006 (2022)                      | 737                | modifier les données · modifier les données |
| Moyeuvre-Grande                 | 57491      | CC du Pays Orne-Moselle | 9,59             | 7 320 (2022)                      | 763                | modifier les données · modifier les données |
| Moyeuvre-Petite                 | 57492      | CC du Pays Orne-Moselle | 5,43             | 443 (2022)                        | 82                 | modifier les données · modifier les données |
| Ranguevaux                      | 57562      | CA du Val de Fensch     | 10,17            | 901 (2022)                        | 89                 | modifier les données · modifier les données |
| Rosselange                      | 57597      | CC du Pays Orne-Moselle | 5,35             | 2 403 (2022)                      | 449                | modifier les données · modifier les données |
| Serémange-Erzange               | 57647      | CA du Val de Fensch     | 3,75             | 4 188 (2022)                      | 1 117              | modifier les données · modifier les données |
| Vitry-sur-Orne                  | 57724      | CC du Pays Orne-Moselle | 7,61             | 2 929 (2022)                      | 385                | modifier les données · modifier les données |
| Canton d'Hayange                | 5710       |                         | 61,20            | 40 794 (2022)                     | 667                | modifier les données                        |

## Démographie

### Démographie avant 2015
| 1962   | 1968   | 1975   | 1982   | 1990   | 1999   | 2006   | 2011   | 2012   |
| ------ | ------ | ------ | ------ | ------ | ------ | ------ | ------ | ------ |
| 25 703 | 27 942 | 25 039 | 22 395 | 20 533 | 20 061 | 19 731 | 20 700 | 20 779 |

### Démographie depuis 2015
En 2022, le canton comptait 40 794 habitants, en évolution de −1,4 % par rapport à 2016 (Moselle : +0,52 %, France hors Mayotte : +2,11 %).
| 2013   | 2018   | 2022   |
| ------ | ------ | ------ |
| 41 796 | 41 116 | 40 794 |